# Enicoptera proditrix
Enicoptera proditrix är en tvåvingeart som beskrevs av Osten Sacken 1882. Enicoptera proditrix ingår i släktet Enicoptera och familjen borrflugor.
Artens utbredningsområde är Filippinerna. Inga underarter finns listade i Catalogue of Life.